# قصر البطريركية

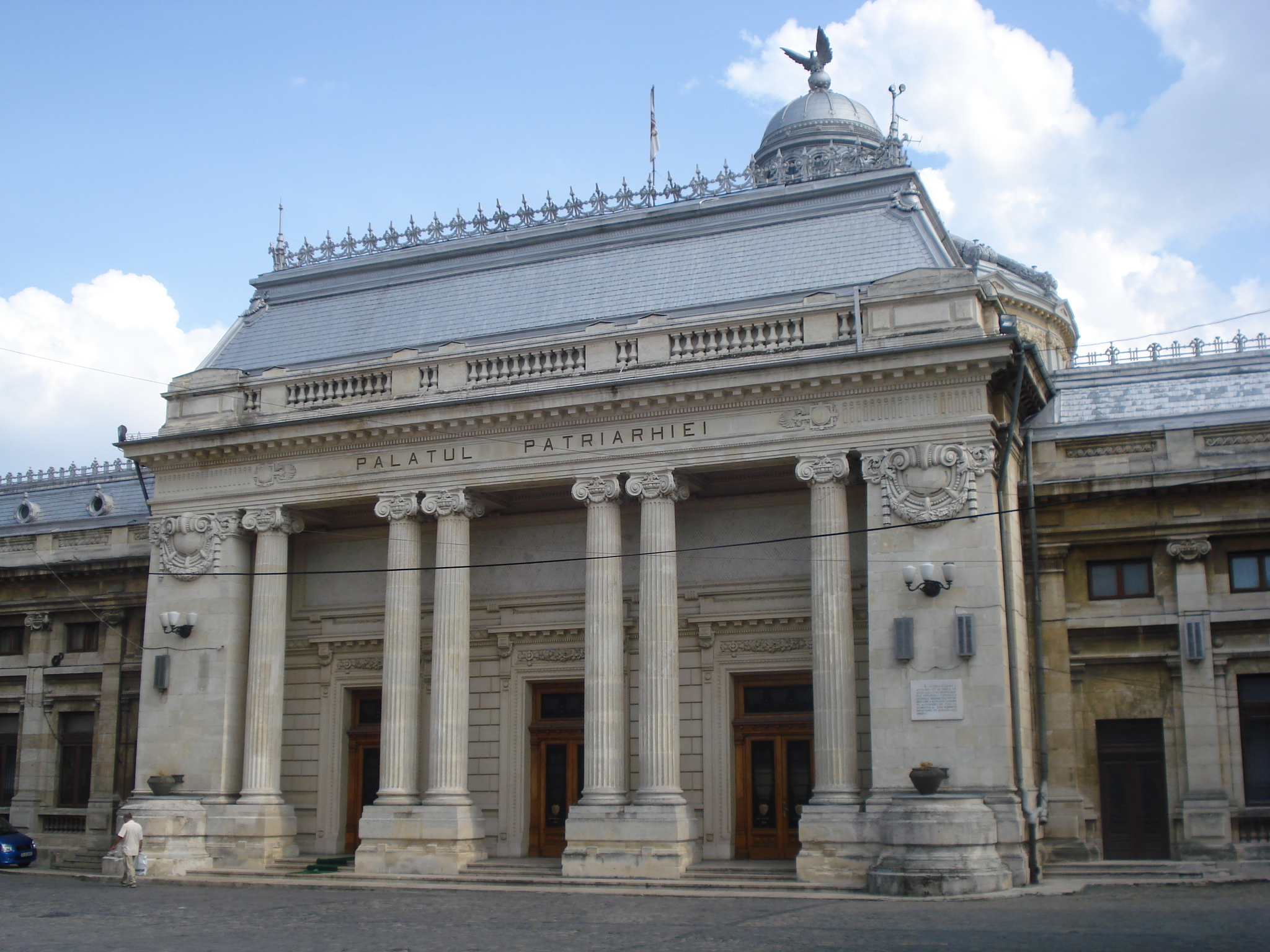
قصر البطريركية في بوخارست.

قصر مجلس النواب (بالرومانية: Palatul Camerei Deputaţilor) أو كما يعرف الآن قصر البطريركية (بالرومانية: Palatul Patriarhiei) والمعروف أيضًا باسم قصر الجمعية الوطنية الكبرى خلال الحقبة الشيوعية هو عبارة عن مبنى في مدينة بوخارست، عاصمة رومانيا. استخدم المبنى كمقر لسلطان لتشريعية الرومانية المتعاقبة منها جمعية النواب خلال عصر مملكة رومانيا، ثم مقر الجمعية الوطنية الكبرى خلال الحقبة الشيوعية، ومقر مجلس النواب بعد الثورة الرومانية عام 1989. تم إخلاء المبنى من البرلمانيين في عام 1997، عندما تم تمرير المبنى إلى بطريركية الكنيسة الرومانية الأرثوذكسية.

## مواقع خارجية
- (بالرومانية) Description from an official site of the Romanian Orthodox Church نسخة محفوظة 27 سبتمبر 2007 على موقع واي باك مشين.